# Nationalparks in Indien
Die Nationalparks in Indien werden auf Bundesstaatenebene verwaltet. Mit Stand vom Dezember 2019 gab es in Indien 101 Nationalparks mit einer Gesamtfläche von 40.500 km² (rund 1,23 Prozent der Landesfläche). Von der International Union for Conservation of Nature and Natural Resources (IUCN) wurden bis Dezember 2020 nur 93 Gebiete in die Kategorie II (Nationalpark) eingestuft, für weitere liegen Anträge zur Anerkennung vor. Im Jahre 1970 gab es in Indien erst fünf Nationalparks.
Außerdem gibt es 553 Wildreservate sowie weitere Schutzgebiete und spezielle Tiger-Reservate, die das Überleben von Indiens Nationaltier sichern sollen.
Die Zahl der Schutzgebiete einschließlich der Nationalparks soll langfristig erhöht werden. Mehrere Nationalparks sind in Planung, darunter der Kambalakonda-Nationalpark (70 km²) in Andhra Pradesh.
Insgesamt steht in ganz Indien eine Fläche von ca. 182.647 km² unter Schutz, was nahezu sechs Prozent der Landesfläche entspricht.

## Liste der Nationalparks
| Nr. | Bundesstaat/ Unionsterritorium | Name                                          | Jahr der Einrichtung | Fläche (in km²) |
| --- | ------------------------------ | --------------------------------------------- | -------------------- | --------------- |
| 1   | Andhra Pradesh                 | Papikonda-Nationalpark                        | 2008                 | 1012,8588       |
| 2   | Andhra Pradesh                 | Rajiv Gandhi (Rameswaram)-Nationalpark        | 2005                 | 2,3952          |
| 3   | Andhra Pradesh                 | Sri-Venkateswara-Nationalpark                 | 1989                 | 353,62          |
| 4   | Arunachal Pradesh              | Mouling-Nationalpark                          | 1986                 | 483             |
| 5   | Arunachal Pradesh              | Namdapha-Nationalpark                         | 1983                 | 1807,82         |
| 6   | Assam                          | Dibru-Saikhowa-Nationalpark                   | 1999                 | 340             |
| 7   | Assam                          | Kaziranga-Nationalpark                        | 1974                 | 858,98          |
| 8   | Assam                          | Manas-Nationalpark                            | 1990                 | 500             |
| 9   | Assam                          | Nameri-Nationalpark                           | 1998                 | 200             |
| 10  | Assam                          | Rajiv Gandhi (Orang)-Nationalpark             | 1999                 | 78,81           |
| 11  | Bihar                          | Valmiki-Nationalpark                          | 1989                 | 335,65          |
| 12  | Chhattisgarh                   | Guru Ghasidas (Sanjay)-Nationalpark2          | 1981                 | 1440,71         |
| 13  | Chhattisgarh                   | Indravati (Kutru)-Nationalpark                | 1982                 | 1258,37         |
| 14  | Chhattisgarh                   | Kanger-Ghati-Nationalpark                     | 1982                 | 200             |
| 15  | Goa                            | Mollem-Nationalpark                           | 1992                 | 107             |
| 16  | Gujarat                        | Blackbuck (Velavadar)-Nationalpark            | 1976                 | 34,53           |
| 17  | Gujarat                        | Gir-Nationalpark                              | 1975                 | 258,71          |
| 18  | Gujarat                        | Golf-von-Kachchh-Meeresnationalpark           | 1982                 | 162,89          |
| 19  | Gujarat                        | Vansda-Nationalpark                           | 1979                 | 23,99           |
| 20  | Haryana                        | Kalesar-Nationalpark                          | 2003                 | 46,82           |
| 21  | Haryana                        | Sultanpur-Nationalpark                        | 1991                 | 1,43            |
| 22  | Himachal Pradesh               | Great-Himalayan-Nationalpark                  | 1984                 | 754,4           |
| 23  | Himachal Pradesh               | Inderkilla-Nationalpark                       | 2010                 | 94              |
| 24  | Himachal Pradesh               | Khirganga-Nationalpark                        | 2010                 | 705             |
| 25  | Himachal Pradesh               | Pin Valley-Nationalpark                       | 1987                 | 675             |
| 26  | Himachal Pradesh               | Col. Sherjung Simbalbara-Nationalpark         | 2010                 | 27,88           |
| 27  | Jharkhand                      | Betla-Nationalpark                            | 1986                 | 226,33          |
| 28  | Karnataka                      | Anshi-Nationalpark                            | 1987                 | 417,34          |
| 29  | Karnataka                      | Bandipur-Nationalpark                         | 1974                 | 872,24          |
| 30  | Karnataka                      | Bannerghatta-Nationalpark                     | 1974                 | 260,51          |
| 31  | Karnataka                      | Kudremukh-Nationalpark                        | 1987                 | 600,57          |
| 32  | Karnataka                      | Nagarhole (Rajiv Gandhi)-Nationalpark         | 1988                 | 643,39          |
| 33  | Kerala                         | Anamudi Shola-Nationalpark                    | 2003                 | 7,5             |
| 34  | Kerala                         | Eravikulam-Nationalpark                       | 1978                 | 97              |
| 35  | Kerala                         | Mathikettan-Shola-Nationalpark                | 2003                 | 12,82           |
| 36  | Kerala                         | Pambadum-Shola-Nationalpark                   | 2003                 | 1,32            |
| 37  | Kerala                         | Periyar-Nationalpark                          | 1982                 | 350             |
| 38  | Kerala                         | Silent-Valley-Nationalpark                    | 1984                 | 89,52           |
| 39  | Madhya Pradesh                 | Bandhavgarh-Nationalpark                      | 1968                 | 448,842         |
| 40  | Madhya Pradesh                 | Dinosaurier-Fossilien-Nationalpark            | 2011                 | 0,897           |
| 41  | Madhya Pradesh                 | Fossilien-Nationalpark                        | 1983                 | 0,27            |
| 42  | Madhya Pradesh                 | Pench-(Indira-Priyadarshini)-Nationalpark1    | 1983                 | 292,857         |
| 43  | Madhya Pradesh                 | Kanha-Nationalpark                            | 1955                 | 941,793         |
| 44  | Madhya Pradesh                 | Kuno-Nationalpark                             | 2018                 | 748,761         |
| 45  | Madhya Pradesh                 | Madhav-Nationalpark                           | 1959                 | 375,23          |
| 46  | Madhya Pradesh                 | Panna-Nationalpark                            | 1981                 | 542,66          |
| 47  | Madhya Pradesh                 | Sanjay-Nationalpark2                          | 1981                 | 464,643         |
| 48  | Madhya Pradesh                 | Satpura-Nationalpark                          | 1981                 | 528,729         |
| 49  | Madhya Pradesh                 | Van-Vihar-Nationalpark                        | 1979                 | 4,452           |
| 50  | Maharashtra                    | Chandoli-Nationalpark                         | 2004                 | 317,67          |
| 51  | Maharashtra                    | Gugamal-Nationalpark                          | 1975                 | 361,28          |
| 52  | Maharashtra                    | Navegaon-Nationalpark                         | 1975                 | 133,88          |
| 53  | Maharashtra                    | Pench (Jawaharlal Nehru)-Nationalpark1        | 1975                 | 257,26          |
| 54  | Maharashtra                    | Sanjay-Gandhi-Nationalpark                    | 1983                 | 86,96           |
| 55  | Maharashtra                    | Tadoba-Nationalpark                           | 1955                 | 116,55          |
| 56  | Manipur                        | Keibul-Lamjao-Nationalpark                    | 1977                 | 40              |
| 57  | Manipur                        | Shiroi-Nationalpark                           | 1982                 | 100             |
| 58  | Meghalaya                      | Balphakram-Nationalpark                       | 1986                 | 220             |
| 59  | Meghalaya                      | Nokrek-Ridge-Nationalpark                     | 1997                 | 47,48           |
| 60  | Mizoram                        | Murlen-Nationalpark                           | 1991                 | 100             |
| 61  | Mizoram                        | Phawngpui (Blue Mountain)-Nationalpark        | 1992                 | 50              |
| 62  | Nagaland                       | Intanki-Nationalpark                          | 1993                 | 202,02          |
| 63  | Odisha                         | Bhitarkanika-Nationalpark                     | 1988                 | 145             |
| 64  | Odisha                         | Simlipal-Nationalpark                         | 1980                 | 845,7           |
| 65  | Rajasthan                      | Desert-Nationalpark                           | 1992                 | 3162            |
| 66  | Rajasthan                      | Keoladeo-Nationalpark                         | 1981                 | 28,73           |
| 67  | Rajasthan                      | Mukundra-Hills-Nationalpark                   | 2006                 | 200,54          |
| 68  | Rajasthan                      | Ranthambhore-Nationalpark                     | 1980                 | 282             |
| 69  | Rajasthan                      | Sariska-Nationalpark                          | 1992                 | 273,8           |
| 70  | Sikkim                         | Khangchendzonga-Nationalpark                  | 1977                 | 1784            |
| 71  | Tamil Nadu                     | Guindy-Nationalpark                           | 1976                 | 2,7057          |
| 72  | Tamil Nadu                     | Golf-von-Mannar-Meeresnationalpark            | 1980                 | 526,02          |
| 73  | Tamil Nadu                     | Indira-Gandhi (Annamalai)-Nationalpark        | 1989                 | 117,1           |
| 74  | Tamil Nadu                     | Mudumalai-Nationalpark                        | 1990                 | 103,23          |
| 75  | Tamil Nadu                     | Mukurthi-Nationalpark                         | 1990                 | 78,46           |
| 76  | Telangana                      | Kasu Brahmananda Reddy-Nationalpark           | 1994                 | 1,425           |
| 77  | Telangana                      | Mahaveer Harina Vanasthali-Nationalpark       | 1994                 | 14,59           |
| 78  | Telangana                      | Mrugavani-Nationalpark                        | 1994                 | 3,6             |
| 79  | Tripura                        | Clouded-Leopard-Nationalpark                  | 2007                 | 5,08            |
| 80  | Tripura                        | Bison (Rajbari)-Nationalpark                  | 2007                 | 31,63           |
| 81  | Uttar Pradesh                  | Dudhwa-Nationalpark                           | 1977                 | 490             |
| 82  | Uttarakhand                    | Corbett-Nationalpark                          | 1936                 | 520,82          |
| 83  | Uttarakhand                    | Gangotri-Nationalpark                         | 1989                 | 2390,02         |
| 84  | Uttarakhand                    | Govind-Nationalpark                           | 1990                 | 472,08          |
| 85  | Uttarakhand                    | Nanda-Devi-Nationalpark                       | 1982                 | 624,6           |
| 86  | Uttarakhand                    | Rajaji-Nationalpark                           | 1983                 | 820             |
| 87  | Uttarakhand                    | Valley-of-Flowers-Nationalpark                | 1982                 | 87,5            |
| 88  | Westbengalen                   | Buxa-Nationalpark                             | 1992                 | 117,1           |
| 89  | Westbengalen                   | Gorumara-Nationalpark                         | 1992                 | 79,45           |
| 90  | Westbengalen                   | Jaldapara-Nationalpark                        | 2014                 | 216,34          |
| 91  | Westbengalen                   | Neora Valley-Nationalpark                     | 1986                 | 159,8917        |
| 92  | Westbengalen                   | Singalila-Nationalpark                        | 1986                 | 78,6            |
| 93  | Westbengalen                   | Sundarbans-Nationalpark                       | 1984                 | 1330,1          |
| 94  | Andamanen und Nikobaren        | Campbell-Bay-Nationalpark                     | 1992                 | 426,23          |
| 95  | Andamanen und Nikobaren        | Galathea Bay-Nationalpark                     | 1992                 | 110             |
| 96  | Andamanen und Nikobaren        | Mahatama Gandhi Marine (Wandoor)-Nationalpark | 1983                 | 281,5           |
| 97  | Andamanen und Nikobaren        | Mount-Harriett-Nationalpark                   | 1987                 | 46,62           |
| 98  | Andamanen und Nikobaren        | Rani-Jhansi-Meeres-Nationalpark               | 1996                 | 320,06          |
| 99  | Andamanen und Nikobaren        | Saddle-Peak-Nationalpark                      | 1987                 | 32,54           |
| 100 | Jammu and Kashmir              | City Forest (Salim Ali)-Nationalpark          | 1992                 | 9,07            |
| 101 | Jammu and Kashmir              | Dachigam-Nationalpark                         | 1981                 | 141             |
| 102 | Jammu and Kashmir              | Kazinag-Nationalpark                          | 2000                 | 90,88           |
| 103 | Jammu and Kashmir              | Kishtwar-High-Altitute-Nationalpark           | 1981                 | 2191,5          |
| 104 | Ladakh                         | Hemis-Nationalpark                            | 1981                 | 3350            |

1 Der Pench-Nationalpark ist zwischen den Staaten Madhya Pradesh und Maharashtra aufgeteilt. Beide Teile werden getrennt verwaltet.

2 Der Sanjay-Nationalpark ist zwischen den Staaten Chhattisgarh und Madhya Pradesh aufgeteilt, in Chhattisgarh trägt er den Namen Guru-Ghasi-Das-Nationalpark. Beide Teile werden getrennt verwaltet.

3 Der North-Button-Island-Nationalpark, der Middle-Button-Island-Nationalpark und der South-Button-Island-Nationalpark (Andamanen und Nikobaren) wurden 2019 mit dem Rani-Jhansi-Meeres-Nationalpark zusammengeschlossen.